# Øya stadion
Øya stadion, tidligere Øen stadion, er et atletikstadion i bydelen Øya i Trondheim, Norge. Det blev opført i 1900 som Øen stadion som kombineret skøjte- og atletikstadion.

## Skøjtestadion
Fra opførelsen i 1900 og frem til 2. verdenskrig var Øen stadion et af Norges landets hovedarenaer for hurtigløb på skøjter. Her stod Trondhjems Skøiteklub for at arrangere en række store mesterskaber.
Det første store stævne var allround-EM 1901, hvor Kristiania-løberen Rudolf Gundersen tog sejren. I 1907 blev det VM i hurtigløb afholdt her, hvilket blev gentaget i 1911, 1926 og 1933, ligesom der blev afholdt EM i  1930. Efter krigen blev der kun afholdt uofficielt EM i 1946 samt kvindernes VM i 1966 på Øya stadion.
Øya stadion blev nedlagt som skøjtestadion i 1980, efter at Leangen kunstisbane stod klar i 1979.
Der blev sat tre verdensrekorder i hurtigløb på stadionet: I 1912 løb Oscar Mathisen 10.000 m i tiden 17.36,4, i 1917 løb Kristian Strøm 5.000 m på 8.33,7, og på samme distance forbedrede Hjalmar Andersen i 1951 Kornél Majors to år gamle rekord med seks sekunder til 8.07,3.

## Atletikstadion
Anlægget regnes som Sportsklubben Freidigs hjemmebane, og de norske atletikmesterskaber er blevet afholdt her otte gange: 1902, 1909, 1916, 1925, 1948, 1953, 1958 og 2008.

## Fodbold
I 1916 blev finalen i norgesmesterskapet i fotball for menn spillet på "Skøitebanen", som den blev kaldt. Frigg slog Ørn 2-0.